# Amor proprio
L'espressione amor proprio, ha il significato generico di "amore di sé" inteso come autonomo comportamento di rispetto della propria condizione umana. Si tratta di un sentimento naturale da valutare positivamente poiché è diretto all'autoconservazione dell'individuo, ossia «quella forte affezione che la natura ci ispira per noi stessi».

Tuttavia esso diventa un principio negativo
«in quanto, nascendo dal confronto con gli altri, si configura come sentimento sociale ed è quindi subordinato all’opinione... appena, infatti, si prende l’abitudine di misurarsi con altri ed uscire da se stessi per assegnarsi il primo e il miglior posto, è impossibile non provare avversione per tutto ciò che ci impedisce di essere tutto.»

## Cura di sé
Un concetto apparentemente analogo sembra essere quello della cura di sé, traduzione italiana dell'espressione in lingua greca antica epimèleia heautoù, risalente in particolare alla filosofia di Socrate con il suo incitamento al gnothi seautòn (conosci te stesso) e che fu poi ripresa e tradotta in cura sui nella cultura romana di epoca tardo-antica. 

Diversamente dalle altre concezioni questa non si configura come una teoria astratta, ma piuttosto si esplicita in una serie di comportamenti pratici, che la contrassegnano come una vera propria "tecnica di vita" (téchne toũ bíou), un precetto che correnti filosofiche, pur diverse nella dottrina, come il neoplatonismo, l'epicureismo, lo stoicismo, invitavano concordemente a seguire. La cura di sé rappresentava un imperativo etico che mirava praticamente alla formazione della spiritualità individuale che si raggiungeva con la ricerca della verità. Divergente era invece il giudizio di Platone che vedeva nel raggiungimento della piena spiritualità individuale il rischio del formarsi di un eccessivo amor proprio fonte di errori :

## Amor sui
Nell'ambito della teologia cattolica l'espressione "amor proprio" compare nella forma latina amor sui rispetto alla quale il giudizio degli autori è divergente. Per Sant'Agostino (354-430) esiste un forte contrasto all'interno del principio dell'"amor sui": «Fecerunt itaque civitates duas amores duo, terrenam scilicet amor sui usque ad conteptum Dei, caelestem vero amor Dei usque ad contemptum sui.» (Le due culture determinarono, quella terrena, un egoistico amore di se stessi tale da arrivare a disprezzare tutto ciò che riguarda Dio e, quella celeste, un amore spirituale verso Dio tale da mettere da parte ogni amore di sé). Per San Bernardo (1090-1153) l'amor sui è la prima tappa di un percorso che iniziando dalla base naturale materiale dell'autoconservazione porta verso l'amore di Dio. Mentre per Agostino l'amor sui è fine a se stesso per Bernardo è il passo necessario per costruire il rapporto con l'altro da sé.

## I moralisti
In modo specifico "amor proprio"  è la traduzione in lingua italiana del termine francese amour-propre, derivato a sua volta dall'equivalente espressione latina amor proprius usata da Papa Gregorio I (540-604) che le attribuisce un rilievo politico quando, in chi dovrebbe guidare il popolo, diviene preponderante al punto che o si abbandona a un'inerte trascuratezza o, al contrario, ad un estremo rigore così che «... pur vedendo i sudditi peccare, non trova opportuno castigarli per non indebolire il loro amore verso di lui, e non di rado accarezza con le adulazioni quegli errori dei sudditi che avrebbe dovuto rimproverare.»
Quando il termine "amour-propre" nel '600 comparve in Francia presentò un senso più vicino a quello di égoïsme (egoismo), lemma che nel secolo successivo del '700 si diffonderà in Francia e in Italia con il suo proprio significato ormai distinto da quello di "amor proprio" il cui senso e valore filosofico fu particolarmente trattato dal moralista francese François de La Rochefoucauld (1613–1680) che ne diede una ampia gamma semantica.  Per esempio La Rochefoucauld a proposito di amor proprio e orgoglio si avvicina all'interpretazione agostiniana per la quale «la fonte di tutti i mali» è l'orgoglio che è inseparabile, come lui dice, dall'amor proprio
L'amore proprio è infatti la fonte di tutte le passioni che agitano di continuo l'animo dell'uomo come il mare «...perché l'amor proprio trova nel flusso e riflusso delle sue onde continue una turbolente successione dei suoi pensieri e del suo moto eterno» Una vita dunque continuamente agitata ad opera dell'amor proprio «che rende gli uomini idolatri di se stessi e li renderebbe tiranni degli altri se la fortuna ne desse loro i mezzi». A proposito di questa massima la filosofa Jacqueline Plantié scrive di aver trovato un manoscritto consistente in una lettera firmata "Amour-propre" inviata a Mlle d'Épernon, nipote di Enrico IV, figlioccia di Luigi XIII, dove si descrive l'episodio relativo alla sua decisione di farsi suora carmelitana dopo una vita trascorsa tutta in sogni di gloria e amore. In realtà anche questa risoluzione è stata determinata dall'amor proprio come accade «...a tutti coloro che conducono con più ardore, con più perseveranza metodica, la lotta contro l'amore di sé, cioè la gente pietosa, e fra loro in modo molto particolare a una figlia del Carmelo la cui entrata in convento aveva fatto molto rumore...» Un comportamento dunque ancora una volta ispirato dall'amor proprio inteso come vanagloria e ostentazione
Per il "moralista" Claude-Adrien Helvétius (1715-1771) l'amor proprio rientra nella sua concezione totalizzante sensista, derivata da Condillac, per cui ogni sensazione è legata alla percezione di piacere o dolore, la quale determina ogni nostra azione, compresa quella morale, fondata sempre sull'interesse ad evitare il dolore e a conseguire il piacere. L'azione che si definisce "buona" è infatti quella che procura piacere a noi o alla collettività, il contrario avviene per quelle che chiamiamo "cattive". Altrettanto similmente la società giudica buono ciò che le torna utile e il politico saggio ed esperto è colui che riesce a far coincidere, a seconda dell'educazione ricevuta e delle circostanze, l'amor proprio, l'utile individuale, con quello collettivo.

## Nietzsche
Interessato alle concezioni dei moralisti francesi del XVII e del XVIII secolo fu Nietzsche che vede nell'amor proprio la fonte della morale: egli condivide il pensiero di La Rochefoucauld che considera «L'amor proprio [come] più abile del più abile uomo del mondo» in quanto questo sentimento dell'amore di se stessi può arrivare al punto che, se gli uomini ne avessero i mezzi, sfrutterebbero gli altri a loro vantaggio usando delle intenzioni nascoste e dell'astuzia dell'amor proprio. Si attribuisce infatti un nome onesto alla virtù «per fare impunemente ciò che si vuole» I moralisti, osserva Nietzsche, non si sono accorti nel condannare le deviazioni morali dell'amor proprio di averne scoperto la vera natura: quella che fa emergere le vere passioni dell'uomo; hanno individuato l'origine della morale e hanno cercato la "vera" morale non rendendosi conto che si trattava di quella "immoralità" (o meglio "a-moralità") propria della volontà di potenza che agisce "al di là del bene e del male".

## Savater
Una rivalutazione del valore etico dell'amor proprio si ritrova in Fernando Savater che in un suo saggio del 2008 osserva che l'altruismo o, al contrario, l'indifferenza sono stati spesso valutati come segni di moralità positiva o negativa mentre l'egoismo è sempre stato considerato sinonimo di immoralità. Savater avanza l'idea che esista un'altra moralità, quella basata sull'amor proprio,  tutta terrena, fondata su quella forma particolare di egoismo che è l'amor proprio che è alla base di un'etica non meno valida, ma solo meno ipocrita, di quella che si riferisce al trascendente che impone all'individuo, «mentendo a se stesso», di «rinunciare all'interesse personale in nome di qualcuno più generale ed elevato»; in realtà l'individuo quanto più gli si «predica che la moralità consiste nel rinunciare all'egoismo o all'amor proprio, meno si sente capace di amare gli altri e di sottomettersi a norme sociali che sono presentate come direttamente contrarie al suo interesse.»
L'ideale dell'amor proprio non può essere il fine dell'azione morale ma una regola da considerare come esercizio per un auto-miglioramento e non come osservanza di una norma impositiva. L'etica servirà allora a «guidare razionalmente la libertà verso il massimo del piacere compatibile con la limitazione storica e ontologica dell'essere umano concreto»